# ハリケーン・アイリーン (1999年)
ハリケーン・アイリーン (Hurricane Irene) は、1999年10月に発生したハリケーン。1999年の大西洋のハリケーン・シーズンにおいて9番目のトロピカル・ストームで、ハリケーンとしては6番目。

## 概要
1999年10月13日、カリブ海西部の熱帯波から発生し、北に進みキューバ西部を襲った。カテゴリ1のハリケーンとしてフロリダ州を横断した後、10月16日早朝にジュピター付近で大西洋に抜けた。メキシコ湾流を超え、カロライナに迫った。その後東に向きを変え、急速に成長し、カテゴリ2のハリケーンとなった後、温帯低気圧になった。
キューバでは猛烈な雨を降らせ4人が亡くなった。10月のハリケーンとしては1930年代、1940年代のハリケーンと同じように、湿った空気をフロリダ州にもたらし、マイアミ大都市圏に255mm（10インチ）から510mm（20インチ）の雨をもたらした。1981年のハリケーン・デニスの時と同様に、洪水が発生した。カテゴリ1の台風であったものの、8人が亡くなり8億ドルの被害をフロリダ州にもたらした。
バハマ北東部でも1人が洪水で亡くなり、ノースカロライナ州、バージニア州にも255mm（10インチ）を超える大雨をもたらした。これによりその年のハリケーン・デニス、ハリケーン・フロイドよりも大規模な洪水が発生した。

## 被害
このハリケーンで18人が亡くなった。また8億ドルの被害が発生した。被害の大部分はハリケーンによる豪雨によるものである。

### キューバ
マタンサス州では303mm、ハバナでも122mmの雨をもたらした。またハバナでは、最大瞬間風速時速126kmを記録している。洪水により1900km²のサトウキビ畑、158km²のバナナプランテーションなどが被害を受けた。キューバ全体では27,336の家屋が被害を受け730棟が全壊した。4人が亡くなったが、そのうちの2人はハバナで感電死した。

### フロリダ州
フロリダ州南東部に大雨をもたらし、ボイントンビーチでは443mm、マイアミ大都市圏の多くで255mmから380mmの雨をもたらした。
8人が亡くなったが、そのうちの5人は感電死、3人は車が運河に流されて溺死した。

### バハマ
ハリケーンはバハマの北西を通過した。洪水が発生し、トラックに乗った4人が洪水で亡くなり、他にアバコ島で竜巻のため1人が亡くなった。

### カロライナ及び大西洋諸州
サウスカロライナ州東部に125mmから150mmの大雨をもたらした。同州ジョージタウン郡西部は水につかり、チャールストンでは時速77kmの風を観測、木々や電線をなぎ倒し停電をもたらした。また強風のため、海岸では海岸侵食も発生した。
ノースカロライナ州では280mmの雨を観測したところもあり、多くの地点で152mmを超える雨が観測された。ホーク郡で洪水が発生、オンスロー郡、ウィークスビルでは竜巻が発生した。1人がハイドロプレーニング現象のため事故死した。
バージニア州南西部に大雨がもたらされ、チェサピークでは305mm（12インチ）の雨が降った。この雨による洪水は場所によっては1m20cmの高さに達した。